# Міло Мангейм
Міло Джейкоб Мангейм (англ. Milo Manheim; нар. 6 березня 2001, Лос-Анджелес, Каліфорнія, США) — американський актор, знаний за головною роллю Зеда в оригінальному фільмі Disney Channel «Зомбі» 2018 року та у продовженнях «Зомбі 2» (2020) і «Зомбі 3» (2022). 2018 року посів друге місце в 27 сезоні «Танців з зірками». З 2023 року виконував головну роль в оригінальному серіалі Paramount+ «Шкільні духи».

## Ранні роки
Народився і виріс у Венісі, Лос-Анджелес, Каліфорнія. Його батьки — акторка Камрін Мангейм і модель Джеффрі Брезовара. Єврей і провів свою бар-міцву, досліджуючи тему «Активізм у будь-якому віці» у спільноті Шолем, світській єврейській недільній школі в Лос-Анджелес. Грає на гітарі, барабанах, фортепіано й укулеле, а також на різних духових інструментах.

## Кар'єра
Почав опановувати акторську майстерність у шість років, приєднавшись до місцевої програми позашкільних закладів у Калвер-Сіті. З 2008 року зіграв у 20 різних мюзиклах з Liza Monjauze Productions. 2009 року з'явився в гостьовій ролі в телесеріалі CBS «Та, що говорить з привидами» разом зі своєю мамою. 2017 року відзначений на Нью-Йоркському музично-театральному фестивалі за «Видатне виконання головної ролі» у мюзиклі «Покоління Я».
Отримав головну роль у телевізійному фільмі Disney Channel «Зомбі», прем'єра якого відбулася 16 лютого 2018 року. Повторив свою роль Зеда у фільмах-продовженнях «Зомбі 2» прем'єра якого відбулася 14 лютого 2020 року, і «Зомбі 3», який вийшов на Disney+ 15 липня 2022 року.
11 вересня 2018 року стало відомо про його участь у 27 сезоні «Танців з зірками». Виступав у парі з професійною танцівницею Вітні Карсон. 19 листопада 2018 року завершили змагання на другому місці, поступившись радіоведучому Боббі Боунсу.
У серпні 2022 року отримав головну роль разом з Пейтон Ліст у серіалі Paramount+ «Шкільні духи». 2023 року приєднався до акторського складу телесеріалу «Лікарка Дугі Камеалоха».
У лютому 2025 року отримав роль Сеймура в оф-бродвейському відродженні «Крамниці жахів».

## Фільмографія
| Рік       |    | Українська назва             | Оригінальна назва               | Роль         |
| --------- | -- | ---------------------------- | ------------------------------- | ------------ |
| 2009      | с  | Та, що говорить з привидами  | Ghost Whisperer                 | Райлі        |
| 2018      | тф | Зомбі                        | Zombies                         | Зед          |
| 2018—2019 | с  | Американська домогосподарка  | American Housewife              | Пірс         |
| 2020      | тф | Зомбі 2                      | Zombies 2                       | Зед          |
| 2021      | с  | Коннери                      | The Conners                     | Джош         |
| 2022      | ф  | Зомбі 3                      | Zombies 3                       | Зед          |
| 2023—2024 | с  | Шкільні духи                 | School Spirits                  | Воллі        |
| 2023      | тф | Угода на випускний           | Prom Pact                       | Бен Планкетт |
| 2023      | ф  | Подорож до Вифлеєму          | Journey to Bethlehem            | Йосип        |
| 2023      | ф  | День подяки                  | Thanksgiving                    | Раян         |
| 2023      | с  | Лікарка Дугі Камеалоха       | Doogie Kameāloha, M.D.          | Ніко         |
| 2024      | с  | Зомбі: Переосмислений серіал | Zombies: The Re-Animated Series | Зед          |
| 2025      | ф  |                              | Zombies 4: Dawn of the Vampires | Зед          |

Театр
| Рік  | Назва               | Роль             | Примітки                               |
| ---- | ------------------- | ---------------- | -------------------------------------- |
| 2017 | Покоління Я         | Майло Рейнольдс  | Оф-Бродвей                             |
| 2024 | Американський ідіот | Голос Джонні     | Форум Марка Тепера; виробництво глухих |
| 2025 | Крамничка жахів     | Сеймур Крельборн | Оф-Бродвей                             |

## Нагороди та номінації
| рік  | Нагорода                                 | Категорія                       | Номінована робота | Результат | Ref.   |
| ---- | ---------------------------------------- | ------------------------------- | ----------------- | --------- | ------ |
| 2017 | Нью-Йоркський фестиваль музичного театру | Видатне виконання головної ролі | Покоління Я       | Номінація | [ 15 ] |